# 小西健司
小西 健司（こにし けんじ、1955年（昭和30年）10月20日 - ）は、日本の音楽家。「4-D mode1」リーダー。「P-MODEL」元メンバー。ビジュアルアーツ専門学校・大阪校クリエイティブワーク習担当。現在はドイツ（ライプツィヒ）に在住。愛称は「和尚」。

## 略歴
1982年10月、関西プログレ・シーンの中でひときわ異彩を放っていたグループ「DADA」の小西健司と、上方フュージョン・シーンを代表するグループであった99.99（フォー・ナイン）に在籍していた成田忍と横川理彦、神戸でイベンター「FREE ALL!」を主宰していた中垣和也の4人によって、4-Dを結成。ソノシートをライヴハウスやブティックなどで定期的に無料配布、mode-1、mode-2、mode-0などいくつもの別ユニットを派生させるなど、従来のロック・バンドの枠組みに収まらないユニークな活動を展開。成田忍がアーバン・ダンスでデビューしたり、横川理彦がP-MODELに加入したことによって、mode-1としての活動は85年発表の1stアルバム『A STYLE OF BUILDING』で休止状態となる。その後、4-Dは小西健司のユニットとして機能することとなり、関西テクノシーンを席巻する。
1987年頃から関東のテクノバンド『P-MODEL』の平沢進と共に「不幸を退治する」との名目でフロッピーの往復書簡で遠距離での楽曲制作を始める。この時に制作された楽曲は1996年に「不幸のプロジェクト」名義でアルバム『不幸はいかが?』として発売された。
1994年、P-MODELの「改訂」に伴い、メンバーとして福間創、上領亘と共に参加。2000年、P-MODELの「培養」（活動休止、事実上の解散）に伴い脱退。同年の平沢進のインタラクティブ・ライブ「INTERACTIVE LIVE SHOW 2000 賢者のプロペラ」に「アイアン・ナッカドー」役で出演。
2004年、小西健司、成田忍、横川理彦の黄金のオリジナル・メンバーが再結集。4-D mode1を再始動。
2020年、P-MODEL元メンバーの福間創の5年ぶりフルアルバム「this is our music」のゲストミュージシャンとして、同じくメンバーであった平沢進と共に参加。2021年7月14日に発売された『FILTER Volume.01』創刊号に表紙アーティストとして登場、P-MODELメンバーであった平沢進、福間創との鼎談「シンセサイザーの制御と表現」が掲載される。それに伴い、FILTERの公式YouTubeチャンネルにて、取材後に急遽行われた福間創とのモジュラー・シンセによる即興セッションの模様が投稿された。

## ディスコグラフィー

### アルバム
- DADA
  - 「浄」Vanity(1978)
  - 「DADA」キング/NEXUS(1981)
- 4-D
  - 「ANALYZE」I.B.M(1991)
- 至福団
  - 「致富譚」DIW/SYUN(1985/1996)
- 町田町蔵 FROM 至福団
  - 「どてらい奴ら」JICC出版局(1986)※「奴」の字は【女又】ではなく【男又】と表記されている
- 不幸のプロジェクト
  - 「不幸はいかが?」DIW/Syun(1987～1993/1996)
- 4-D・T.K.M.
  - 「Subconscious Unity」I.B.M(1994)
- P-MODEL
  - 「舟」 日本コロムビア(1995)
  - 「電子悲劇/〜ENOLA」日本コロムビア/TESLAKITE(1997)
  - 「音楽産業廃棄物〜P-MODEL OR DIE」MAGNET/TESLAKITE(1999)
- Global Trotters
  - 「Drive」MAGNET/Biosphere(1999)
- 4-D mode1
  - 「A Style of Building」テレグラフ・レコード (1985)
  - 「Rekonnekted」4-D Label(2008)
  - 「DENKMAL」4-D Label(2010)
  - 「In -胤-」4-D Label(2012)
- T.K.M.F.
  - 「Nähe」Multiple Konnektion(2011)

### シングル
- P-MODEL
  - 「>>>Unfix One>>> *Rocket Shoot*」 日本コロムビア/TESLAKITE(1996)
  - 「>>>Unfix Eight>>> *ASHURA CLOCK*」日本コロムビア/TESLAKITE(1997)
  - 「>>>Unfix Nine>>> *LAYER-GREEN*」日本コロムビア/TESLAKITE(1997)
- 4-D mode1
  - 「VERY」(2009)
  - 「-17°C」(2010)
  - 「Angerstrasse」(2011)
  - 「Analyse」(2011)
  - 「FalⅬ」(2013)
  - 「DRIVE」(2013)
  - 「WHEEL」(2013)
  - 「Wieder」(2014)
- 4-D mode1 + 平沢進
  - 「緋色のCREW」(2009)

### その他リリース
- P-MODEL
  - 「Corrective Errors〜remix of 舟」(remix)　DIW/SYUN(1995)
  - 「ENDING ERROR」 HIRASAWA BYPASS(1996)
  - 「LIVE VIDEO "音楽産業廃棄物〜P-MODEL OR DIE"」MAGNET/TESLAKITE(1999)
  - 「太陽系亞種音」(2002)
- 4-D mode1
  - 「Rekonnekted Extension Kit:001」(2008)
  - 「Rekonnekted Extension Kit:002」(2008)
  - 「Rekonnekted Extension Kit:003」(2008)
  - 「Rekonnekted Extension Kit:004」(2008)
- Dark Matter
  - 「Internal Clock Error」(2005)
- ソロ作品
  - 「Anschrift Unbekannt #1」(2013)
- ソロ作品 (Cony Kenji名義)
  - 「Floating Point」(2014)
  - 「Olimpiada Popular」(2018)
  - 「Chronometer-Null」(2019)
  - 「Soujyu」(2019)
- 福間創
  - 「this is our music」(2020)
- Tadahiko Yokogawa, Hajime Fukuma, Kenji Konishi
  - 「Heaven3000 -Yokogawa-Mix」(2016)